# Tomboy (2011)
Tomboy is een Franse film uit 2011, geregisseerd door Céline Sciamma. De film vertelt het verhaal van een tienjarig meisje dat na haar verhuizing iedereen in de veronderstelling laat dat ze een jongen is. De titel verwijst naar tomboy, een meisje dat zich gedraagt volgens de mannelijke geslachtsrol.
De film werd door critici positief ontvangen. Zowel de regie als het acteren werd geprezen. Tomboy won een Teddy Award op het Filmfestival van Berlijn voor de beste film met een thema rond lgbt.

## Verhaal
Het tienjarige jongensachtige meisje Laure verhuist met haar ouders en zusje Jeanne naar Parijs. Tijdens de zomervakantie voelt Laure zich buitengesloten. Op een dag ontmoet ze Lisa, die denkt dat ze een jongen is. Laure gaat hierin mee en stelt zich voor als Michael. Lisa introduceert "Michael" bij de kinderen uit de buurt en al snel is "hij" een van hen.
Ze heeft nog zo weinig ontwikkelde borsten dat ze met bloot bovenlijf kan meevoetballen en zwemmen. Lastig is wel dat ze, anders dan de jongens, zich in de bosjes moet terugtrekken om te plassen zonder dat iemand het ziet. Ze stopt een stukje klei in haar broek dat een piemel moet voorstellen.
Jeanne doet open als Lisa bij Laure aan huis komt terwijl Laure niet thuis is, en naar Michael vraagt. Jeanne laat niet merken dat "Michael" een meisje is. Als Laure thuiskomt dreigt ze het aan hun ouders te vertellen, maar ze komen overeen dat ze dat niet doet en het spel meespeelt, en dat in ruil daarvoor "Michael" haar meeneemt als ze met de andere kinderen gaat spelen.
Na een vechtpartijtje tussen Laure (als Michael) en een vriendje komt diens moeder bij Laure's hoogzwangere moeder klagen. Laure's moeder begrijpt wat er aan de hand is en speelt het spel mee, maar vervolgens dwingt ze Laure een jurk aan te trekken en neemt ze haar mee om haar het geheim op te laten biechten aan het vriendje en aan Lisa. De andere vriendjes vragen Lisa te controleren of "Michael" inderdaad een meisje is. Lisa is eerst wel ontstemd over de misleiding, want ze hadden al gezoend, en ze vindt het vies (en gênant tegenover de vriendjes) dat ze dat met een ander meisje heeft gedaan, maar wil later toch wel vrienden blijven.

## Rolverdeling
- Zoé Héran als Laure/Michael
- Jeanne Disson als Lisa
- Malonn Lévana als Jeanne, de zus van Laure
- Sophie Cattani als de moeder
- Mathieu Demy als de vader